# Starobjegokai
Starobjegokai - Старобжегокай (rus) - és un aül, un poble, de la República d'Adiguèsia, a Rússia. Es troba a 15 km al nord-oest de Takhtamukai i a 107 km al nord-oest de Maikop, la capital de la república.
Pertanyen a aquest municipi els pobles de Nóvaia Adigueia i Khomuti.